# اليرلية
فرقة اليرلية (Yerliyya) في الدولة العثمانية كانت تتكون من إنكشارية محليين.
تشكلت هذه الفرق من السكان المحليين للولايات العثمانية، وليس من الجنود القادمين من قلب الدولة العثمانية (مثل الإنكشارية). غالبًا ما كان يتم تجنيد عناصرها من بين سكان المناطق التي تقع تحت سيطرة الدولة العثمانية، وقد اعتمدت عليهم الدولة في حراسة الحدود أو حفظ الأمن في المناطق التي كانوا يعرفونها جيدًا.
كونهم من السكان المحليين، كانوا على دراية بالأرض والعادات والتقاليد، مما جعلهم أكثر كفاءة في التعامل مع السكان المحليين. لكن بسبب الطبيعة المحلية لهذه الفرق، كانت في بعض الأحيان أقل انضباطًا من الوحدات العسكرية النظامية مثل الإنكشارية. لم تكن فرقة اليرلية محددة بعرقية معينة بقدر ما كانت محددة بالانتماء المحلي والدور الإداري والعسكري الذي كانوا يؤدونه في المناطق التي استقروا فيها.
لعبت هذه الفرقة دورًا هامًا في الحياة السياسية لتلك المناطق. كان لهم تأثير كبير حيث أصبحوا جزءًا من المجتمع المحلي وتمكنوا من التأثير في القرارات السياسية المحلية. وأحد أمثلة قادة اليرلية هو حسن بك تركمان الذي استقر في دمشق.